# Realidade (álbum)
Realidade (também conhecido como Ao Vivo em Manaus) é o segundo álbum ao vivo da cantora e compositora brasileira Marília Mendonça, lançado pela Som Livre em 6 de março de 2017. Antes, para adiantar, quatro canções foram lançadas no EP especial em 13 de janeiro de 2017. No EP, foram lançadas as canções "Eu Sei de Cor", "Amante Não Tem Lar", "De Quem É a Culpa?" e "Traição Não Tem Perdão". As visualizações no YouTube das canções, em apenas seis dias, ultrapassavam os 120 milhões.
O lançamento em DVD, CD e plataformas digitais (Spotify, Google Play, Deezer, Apple Music, iTunes e Napster) foi confirmado para 24 de fevereiro pela Som Livre, mas ao decorrer do Carnaval isso não ocorreu, e no dia 5 de março, as redes sociais da cantora confirmaram o lançamento para 6 de março, após um atraso de duas semanas. O site Livraria Cultura já possuía o DVD em forma de pré-venda desde fevereiro, mas o lançamento em DVD só ocorreria no dia 31 de março.
Foi indicado ao Grammy Latino de 2017 de Melhor Álbum de Música Sertaneja.

## Lançamento
No YouTube, o lançamento ocorreu antes, tendo o último clipe do álbum disponibilizado no dia 17 de fevereiro, e antes mesmo do lançamento oficial, as visualizações ultrapassavam os 300 milhões.

## Lista de faixas
| N.º            | Título                                     | Compositor(es)                                                                  | Duração |  |
| 1.             | "Eu Sei de Cor"                            | Danillo Davilla Elcio di Carvalho Lari Ferreira Junior Pepato                   | 3:05    |  |
| 2.             | "A Gente Não Se Aguenta"                   | Pepato Davilla Juliano Tchula Michel Alves Ruan Soares                          | 2:28    |  |
| 3.             | "Traição Não Tem Perdão"                   | Marília Mendonça Tchula                                                         | 2:42    |  |
| 4.             | "Nem Foi e Já Voltou"                      | Rennó Vinícius Poeta Vine Show Jr Gomes Benício Neto Luiz Henrique Paloni       | 2:50    |  |
| 5.             | "Amante Não Tem Lar"                       | Mendonça Tchula                                                                 | 2:53    |  |
| 6.             | "Ei, Saudade"                              | Rennó Poeta Show Gomes Neto                                                     | 2:57    |  |
| 7.             | "De Quem é a Culpa?"                       | Mendonça Tchula                                                                 | 3:22    |  |
| 8.             | "Saudade do Meu Ex"                        | Mendonça Maraisa di Carvalho Tchula                                             | 2:48    |  |
| 9.             | "Mudou a Estação" (com Henrique & Juliano) | Mendonça Tchula di Carvalho                                                     | 2:59    |  |
| 10.            | "Olha Só Você"                             | Mendonça Tchula Gabriel Agra                                                    | 2:39    |  |
| 11.            | "Sofrendo Por 3"                           | Rennó Poeta Show Gomes Neto                                                     | 2:33    |  |
| 12.            | "Se Ame Mais"                              | Mendonça Tchula                                                                 | 3:03    |  |
| 13.            | "Eu Não Sou Novela"                        | Mendonça Tchula Agra Hugo Del Vecchio                                           | 2:29    |  |
| 14.            | "A Gente Não Tá Junto"                     | Mendonça Tchula Gomes                                                           | 2:44    |  |
| 15.            | "Por Mais 3 Horas"                         | Gomes Poeta Pedro Neto                                                          | 2:49    |  |
| 16.            | "Não Casa Não"                             | Paulo Pires Ray Antônio Guilherme Ferraz Sando Neto Diego Ferrari Everton Matos | 2:47    |  |
| 17.            | "Até o Tempo Passa"                        | Mendonça Tchula                                                                 | 2:30    |  |
| 18.            | "Perto de Você"                            | Hugo Henrique                                                                   | 2:51    |  |
| Duração total: | Duração total:                             | Duração total:                                                                  | 50:29   |  |

## Turnê
Turnê Realidade é a segunda turnê da cantora brasileira Marília Mendonça, em apoio ao seu segundo álbum ao vivo, Realidade (2017). O concerto de início aconteceu no dia 16 de março de 2017, na casa de shows Villa Country, em São Paulo. O show de término da turnê foi realizado em 19 de maio de 2019 em Curvelo, Minas Gerais.

### Repertório
Este repertório é representativo do show que aconteceu no dia 22 de dezembro de 2018 em Recife, Pernambuco. Ele não representa todos os shows da turnê.
1. "Como Faz Com Ela"
2. "Amante Não Tem Lar"
3. "Folgado"
4. "Ciumeira"
5. "Parece Namoro"
6. "Jogo do Amor" (cover de MC Bruninho)
7. "Amor Falso" (cover de Aldair Playboy)
8. "Infiel"
9. "Casa da Mãe Joana"
10. Medley Funk
11. "Estranho"
12. "Ausência"
13. "Bem Pior Que Eu"
14. "Eu Sei de Cor"
15. "Sem Sal"
16. "Passa Mal"
17. "De Quem É A Culpa?"
18. "Bye Bye"
19. "Sentimento Louco" / "Me Desculpe Mas Eu Sou Fiel" / "Alô Porteiro"

### Datas
| Data                    | Cidade                      | Estado              | País           | Local                                                          | Evento                                      |
| ----------------------- | --------------------------- | ------------------- | -------------- | -------------------------------------------------------------- | ------------------------------------------- |
| Parte 1                 |                             |                     |                |                                                                |                                             |
| América do Sul          |                             |                     |                |                                                                |                                             |
| 16 de março de 2017     | São Paulo                   | São Paulo           | Brasil         | Villa Country                                                  | —                                           |
| 17 de março de 2017     | Belém                       | Pará                | Brasil         | Hangar                                                         | Festa das Patroas                           |
| 18 de março de 2017     | Divinópolis                 | Minas Gerais        | Brasil         | Arena Hangar                                                   | —                                           |
| 19 de março de 2017     | Sete Lagoas                 | Minas Gerais        | Brasil         | Estacionamento do Shopping Sete Lagoas                         | Festeja Sete Lagoas                         |
| 24 de março de 2017     | Juiz de Fora                | Minas Gerais        | Brasil         | Parque de Exposições de Juiz de Fora                           | Festeja Juiz de Fora                        |
| 25 de março de 2017     | Belo Horizonte              | Minas Gerais        | Brasil         | Esplanada do Mineirão                                          | Festa das Patroas                           |
| 30 de março de 2017     | Mogi Guaçu                  | São Paulo           | Brasil         | Antiga Cerâmica Chiarelli                                      | Expo Guaçu                                  |
| 31 de março de 2017     | Franca                      | São Paulo           | Brasil         | Parque de Exposições Fernando Costa                            | Franca Rodeio Music                         |
| 1 de abril de 2017      | Uberlândia                  | Minas Gerais        | Brasil         | Camaru Uberlândia                                              | Festeja Uberlândia                          |
| 2 de abril de 2017      | Guarulhos                   | São Paulo           | Brasil         | Parque do Povo                                                 | —                                           |
| 4 de abril de 2017      | Londrina                    | Paraná              | Brasil         | Parque de Exposições Governador Ney Braga                      | Expo Londrina                               |
| 5 de abril de 2017      | Cotia                       | São Paulo           | Brasil         | Recinto de Eventos de Cotia                                    | Rodeio de Cotia                             |
| 6 de abril de 2017      | Sumaré                      | São Paulo           | Brasil         | Parque Aquático Expo Águas                                     | Sumaré Arena Music                          |
| 7 de abril de 2017      | Rio de Janeiro              | Rio de Janeiro      | Brasil         | Metropolitan                                                   | —                                           |
| 8 de abril de 2017      | Manaus                      | Amazonas            | Brasil         | Centro de Convenções de Manaus                                 | Festa das Patroas                           |
| 9 de abril de 2017      | Mogi das Cruzes             | São Paulo           | Brasil         | Estacionamento Rancho Vacaloca                                 | Festa das Patroas                           |
| Europa                  |                             |                     |                |                                                                |                                             |
| 14 de abril de 2017     | Lisboa                      | Lisboa              | Portugal       | MEO Arena                                                      | Festeja Lisboa                              |
| 15 de abril de 2017     | Cidade de Bruxelas          | Bruxelas            | Bélgica        | Brussels Expo                                                  | Festeja Bruxelas                            |
| 16 de abril de 2017     | Londres                     | Grande Londres      | Inglaterra     | Eventim Apollo                                                 | Festeja Londres                             |
| América do Sul          |                             |                     |                |                                                                |                                             |
| 20 de abril de 2017     | Mirassol                    | São Paulo           | Brasil         | Recinto de Exposição de Mirassol                               | Rodeio de Mirassol                          |
| 21 de abril de 2017     | Itaperuna                   | Rio de Janeiro      | Brasil         | Haras Orlandus                                                 | Expo Itaperuna                              |
| 22 de abril de 2017     | Araçoiaba Da Serra          | São Paulo           | Brasil         | Recinto de Exposições de Araçoiaba da Serra                    | Abril Fest                                  |
| 23 de abril de 2017     | São José do Rio Pardo       | São Paulo           | Brasil         | Recinto de Exposições de Alberto Bertelli Lucato               | Rio Pardo Exposhow                          |
| 28 de abril de 2017     | Ribeirão Preto              | São Paulo           | Brasil         | Parque Permanente de Exposições                                | Ribeirão Rodeo Music                        |
| 29 de abril de 2017     | Lençóis Paulista            | São Paulo           | Brasil         | Recinto José Oliveira Prado                                    | FACILPA 2017                                |
| 30 de abril de 2017     | São José dos Campos         | São Paulo           | Brasil         | Luso Brasileiro                                                | —                                           |
| 1 de maio de 2017       | Alfenas                     | Minas Gerais        | Brasil         | Espaço Folia                                                   | Festeja Alfenas                             |
| 3 de maio de 2017       | Alto Horizonte              | Goiás               | Brasil         | Parque de Exposições de Alto Horizonte                         | Rodeio Show de Alto Horizonte               |
| 4 de maio de 2017       | Petrópolis                  | Rio de Janeiro      | Brasil         | Parque Municipal Prefeito Paulo Rattes                         | Expo Petrópolis                             |
| 5 de maio de 2017       | Campo Grande                | Mato Grosso do Sul  | Brasil         | Shopping Bosque dos Ipês                                       | Festa das Patroas                           |
| 6 de maio de 2017       | São Paulo                   | São Paulo           | Brasil         | Arena Anhembi                                                  | Festa das Patroas                           |
| 7 de maio de 2017       | Campos dos Goytacazes       | Rio de Janeiro      | Brasil         | Parque de Exposições de Campos dos Goytacazes                  | —                                           |
| 9 de maio de 2017       | Maringá                     | Paraná              | Brasil         | Arena Coberta do Parque de Exposição de Maringá                | Expoingá                                    |
| 10 de maio de 2017      | Barbacena                   | Minas Gerais        | Brasil         | Parque de Exposições de Barbacena                              | 50ª Expo Barbacena                          |
| 11 de maio de 2017      | Ubá                         | Minas Gerais        | Brasil         | Parque de Exposições Irineu Gomes Filho                        | —                                           |
| 12 de maio de 2017      | Macaé                       | Rio de Janeiro      | Brasil         | Parque de Exposições Latiff Mussi                              | Esmamm de Macaé                             |
| 13 de maio de 2017      | Salvador                    | Bahia               | Brasil         | Wet 'n Wild                                                    | Festa das Patroas                           |
| 14 de maio de 2017      | Volta Redonda               | Rio de Janeiro      | Brasil         | Ilha São João                                                  | Festa das Patroas                           |
| 15 de maio de 2017      | Nova Friburgo               | Rio de Janeiro      | Brasil         | Via Expressa                                                   | Serra Mix                                   |
| 17 de maio de 2017      | Dourados                    | Mato Grosso do Sul  | Brasil         | Parque de Exposições João Humberto de Carvalho                 | 53ª Expoagro Dourado                        |
| 18 de maio de 2017      | Embu das Artes              | São Paulo           | Brasil         | Parque do Lago Francisco Bizzo                                 | Embu Country Fest                           |
| 19 de maio de 2017      | Goiânia                     | Goiás               | Brasil         | Parque Agropecuário De Goiânia                                 | Pecuária de Goiânia                         |
| 20 de maio de 2017      | Fortaleza                   | Ceará               | Brasil         | Arena Castelão                                                 | Festeja Fortaleza                           |
| 21 de maio de 2017      | Lavras                      | Minas Gerais        | Brasil         | Centro de Eventos Expolavras                                   | Lavras Rodeo Festival                       |
| 25 de maio de 2017      | Patos de Minas              | Minas Gerais        | Brasil         | Parque de Exposições de Patos de Minas                         | Festa Nacional do Milho                     |
| 26 de maio de 2017      | Catalão                     | Goiás               | Brasil         | Clube do Povo                                                  | —                                           |
| 27 de maio de 2017      | Luziânia                    | Goiás               | Brasil         | Parque de Exposições de Luziânia                               | —                                           |
| 28 de maio de 2017      | João Pessoa                 | Paraíba             | Brasil         | Lovina Adventure                                               | Festa das Patroas                           |
| 31 de maio de 2017      | Chapadão do Sul             | Mato Grosso do Sul  | Brasil         | Parque da Exposul                                              | Exposul                                     |
| 1 de junho de 2017      | Guarapuava                  | Paraná              | Brasil         | Pahy Centro de Eventos                                         | —                                           |
| 2 de junho de 2017      | Curitiba                    | Paraná              | Brasil         | Live Curitiba                                                  | —                                           |
| 3 de junho de 2017      | Divinópolis                 | Minas Gerais        | Brasil         | Parque de Exposições de Divinópolis                            | DivinaExpo                                  |
| 4 de junho de 2017      | Janaúba                     | Minas Gerais        | Brasil         | Parque de Exposições de Janaúba                                | 36ª Expo Janaúba                            |
| 7 de junho de 2017      | Santa Helena de Goiás       | Goiás               | Brasil         | Parque Agropecuário de Exposições de Santa Helena de Goiás     | 21ª Expo Santa Helena de Goiás              |
| 8 de junho de 2017      | Votorantim                  | São Paulo           | Brasil         | Parque de Eventos Lecy Campos                                  | 102ª Festa Junina Beneficente de Votorantim |
| 9 de junho de 2017      | Pedro Leopoldo              | Minas Gerais        | Brasil         | Parque de Exposições Assis Chateubriand                        | Pedro Leopoldo Rodeio Show                  |
| 10 de junho de 2017     | Olinda                      | Pernambuco          | Brasil         | Classic Hall                                                   | São João da Capitá                          |
| 11 de junho de 2017     | Ourinhos                    | São Paulo           | Brasil         | Parque de Exposições Olavo Ferreira de Sá                      | Fapi Ourinhos                               |
| 13 de junho de 2017     | Três Lagoas                 | Mato Grosso do Sul  | Brasil         | Parque de Exposição Joaquim Marques de Souza                   | Três Lagoas Rodeo                           |
| 14 de junho de 2017     | São Bernardo Do Campo       | São Paulo           | Brasil         | Estância Alto da Serra                                         | —                                           |
| 15 de junho de 2017     | Lagoa da Prata              | Minas Gerais        | Brasil         | Parque de Exposições de Lagoa da Prata                         | 18ª Expolagoa                               |
| 16 de junho de 2017     | Americana                   | São Paulo           | Brasil         | Parque de Eventos CCA                                          | Festa do Peão de Americana                  |
| 17 de junho de 2017     | Novo Hamburgo               | Rio Grande do Sul   | Brasil         | Fenac                                                          | —                                           |
| 18 de junho de 2017     | Lages                       | Santa Catarina      | Brasil         | Parque de Exposições Conta Dinheiro                            | 29ª Festa Nacional do Pinhão                |
| 20 de junho de 2017     | Petrolina                   | Pernambuco          | Brasil         | Pátio Ana das Carrancas                                        | São João de Petrolina                       |
| 22 de junho de 2017     | Santo Antônio de Jesus      | Bahia               | Brasil         | Praça do Forró                                                 | São João de Santo Antônio de Jesus          |
| 23 de junho de 2017     | Ibicuí                      | Bahia               | Brasil         | Praça Régis Pacheco                                            | São João de Ibicuí                          |
| 24 de junho de 2017     | Campina Grande              | Paraíba             | Brasil         | Parque do Povo                                                 | São João de Campina Grande                  |
| 25 de junho de 2017     | Senhor do Bonfim            | Bahia               | Brasil         | Vila do Sfrega                                                 | Evento Forró do Sfrega                      |
| 26 de junho de 2017     | Irecê                       | Bahia               | Brasil         | Praça Clériston Andrade                                        | Arraiá das Caraíbas                         |
| 29 de junho de 2017     | Limoeiro                    | Pernambuco          | Brasil         | Polo Principal do Parque de Exposições                         | São João de Limoeiro                        |
| 30 de junho de 2017     | São Luís                    | Maranhão            | Brasil         | Estacionamento do São Luís Shopping                            | Arraiá 4Mãos                                |
| 1 de julho de 2017      | Itiruçu                     | Bahia               | Brasil         | Fazenda Nova Itália                                            | Forró Coffee                                |
| 2 de julho de 2017      | Montes Claros               | Minas Gerais        | Brasil         | Parque de Exposições de Montes Claros                          | Expomontes                                  |
| 6 de julho de 2017      | Paranaíba                   | Mato Grosso do Sul  | Brasil         | Parque de Exposições de Paranaíba                              | Expopar                                     |
| 7 de julho de 2017      | Araçatuba                   | São Paulo           | Brasil         | Parque de Exposições de Araçatuba                              | Expô Araçatuba                              |
| 8 de julho de 2017      | Guaxupé                     | Minas Gerais        | Brasil         | Parque de Exposições Geraldo Souza Ribeiro                     | Expoagro Guaxupé                            |
| 10 de julho de 2017     | Andradina                   | São Paulo           | Brasil         | Arena Prates                                                   | Andradina Rodeo Country Fest                |
| 12 de julho de 2017     | Dracena                     | São Paulo           | Brasil         | Recinto Aldo Leopoldo Rosseto                                  | Fapidra                                     |
| 13 de julho de 2017     | Itapecerica da Serra        | São Paulo           | Brasil         | Ginásio de Esportes de Itapecerica da Serra                    | Rodeio de Itapecerica da Serra              |
| 14 de julho de 2017     | São João da Boa Vista       | São Paulo           | Brasil         | Recinto de Exposições de São João da Boa Vista                 | 44ª EAPIC                                   |
| 15 de julho de 2017     | Governador Valadares        | Minas Gerais        | Brasil         | Parque de Exposições José Tavares Pereira                      | 48ª Expoagro GV                             |
| 16 de julho de 2017     | Castelo                     | Espírito Santo      | Brasil         | Centro de Eventos Castelão                                     | —                                           |
| 19 de julho de 2017     | Balneário Camboriú          | Santa Catarina      | Brasil         | Maria's Camboriú                                               | —                                           |
| 20 de julho de 2017     | São Gotardo                 | Minas Gerais        | Brasil         | Parque de Exposições de São Gotardo                            | Fenacen                                     |
| 21 de julho de 2017     | São José do Rio Preto       | São Paulo           | Brasil         | Recinto de Exposições de Alberto Bertelli Lucato               | Rodeo Country Bulls de Rio Preto            |
| 22 de julho de 2017     | Caldas Novas                | Goiás               | Brasil         | Caldas Music                                                   | Festeja Caldas Novas                        |
| 23 de julho de 2017     | Nova Lima                   | Minas Gerais        | Brasil         | Espaço Cultural                                                | Festa do Cavalo                             |
| 25 de julho de 2017     | Feira de Santana            | Bahia               | Brasil         | Ária Hall                                                      | —                                           |
| 27 de julho de 2017     | Santo Antônio do Monte      | Minas Gerais        | Brasil         | Parque de Exposições Odário Batista de Sousa                   | ExpoSamonte                                 |
| 28 de julho de 2017     | São Paulo                   | São Paulo           | Brasil         | Citibank Hall                                                  | —                                           |
| 29 de julho de 2017     | São Paulo                   | São Paulo           | Brasil         | Citibank Hall                                                  | —                                           |
| 30 de julho de 2017     | Bicas                       | Minas Gerais        | Brasil         | Parque de Exposições de Bicas                                  | Expo Bicas                                  |
| 31 de julho de 2017     | Formosa                     | Goiás               | Brasil         | Parque de Exposições de Formosa                                | Expoagro de Formosa                         |
| 3 de agosto de 2017     | Itapira                     | São Paulo           | Brasil         | Recinto Agropecuário Carmem Ruette de Oliveira                 | Itapira Rodeo Show                          |
| 4 de agosto de 2017     | Paracatu                    | Minas Gerais        | Brasil         | Parque de Exposições Emiliano Pereira Botelho                  | 31ª Expo Paracatu                           |
| 5 de agosto de 2017     | Rio de Janeiro              | Rio de Janeiro      | Brasil         | Vivo Rio                                                       | Sertanejo In Rio                            |
| 6 de agosto de 2017     | Votuporanga                 | São Paulo           | Brasil         | Centro de Eventos Helder Henrique Galera                       | Fisav Rodeio Show                           |
| 9 de agosto de 2017     | Açailândia                  | Maranhão            | Brasil         | Parque de Exposição Egídio Quintal Filho                       | Expo Açailândia                             |
| 10 de agosto de 2017    | Pontes e Lacerda            | Mato Grosso         | Brasil         | Parque de Exposição Osvaldo Aranha Marques                     | Expoeste                                    |
| 11 de agosto de 2017    | Rondonópolis                | Mato Grosso         | Brasil         | Parque de Exposições de Rondonópolis                           | 45ª Exposul                                 |
| 12 de agosto de 2017    | Indaiatuba                  | São Paulo           | Brasil         | Acesso para Rua Ouro                                           | FAICI 2017                                  |
| 13 de agosto de 2017    | Araras                      | São Paulo           | Brasil         | Parque Ecológico Gilberto Ruegger Ometto                       | Festa do Peão de Araras                     |
| 14 de agosto de 2017    | Sorocaba                    | São Paulo           | Brasil         | Recreativo Campestre                                           | Festa das Patroas                           |
| 15 de agosto de 2017    | Castanhal                   | Pará                | Brasil         | Kartódromo Bené Maranhense                                     | —                                           |
| 17 de agosto de 2017    | São João del-Rei            | Minas Gerais        | Brasil         | Parque de Exposições de São João del-Rei                       | Del Rei Expo                                |
| 18 de agosto de 2017    | Piracicaba                  | São Paulo           | Brasil         | Parque Unileste                                                | Festa do Peão de Piracicaba                 |
| 19 de agosto de 2017    | Barretos                    | São Paulo           | Brasil         | Parque do Peão                                                 | Festa do Peão de Barretos                   |
| 21 de agosto de 2017    | Tupã                        | São Paulo           | Brasil         | Recinto de Exposições Otávio Barros Castanheiras               | Exapit                                      |
| 24 de agosto de 2017    | Chapecó                     | Santa Catarina      | Brasil         | Efapi Chapecó                                                  | Festeja Chapecó                             |
| 25 de agosto de 2017    | São Paulo                   | São Paulo           | Brasil         | Espaço das Américas                                            | —                                           |
| 26 de agosto de 2017    | Cuiabá                      | Mato Grosso         | Brasil         | Acrimat                                                        | —                                           |
| 27 de agosto de 2017    | Sorriso                     | Mato Grosso         | Brasil         | Oásis Club                                                     | —                                           |
| 31 de agosto de 2017    | Toledo                      | Paraná              | Brasil         | Centro De Eventos Ismael Sperafico                             | —                                           |
| 1 de setembro de 2017   | Cláudio                     | Minas Gerais        | Brasil         | Parque de Exposições Quinto Guimarães Tolentinho               | ExpoCláudio                                 |
| 2 de setembro de 2017   | Valinhos                    | São Paulo           | Brasil         | Folk Valley                                                    | —                                           |
| 3 de setembro de 2017   | Niterói                     | Rio de Janeiro      | Brasil         | Teatro Popular Oscar Niemeyer                                  | Festeja Niterói                             |
| 4 de setembro de 2017   | Serra Talhada               | Pernambuco          | Brasil         | Pátio de Eventos Waldemar Oliveira                             | Festa de Setembro                           |
| 6 de setembro de 2017   | Itu                         | São Paulo           | Brasil         | Arena Maeda                                                    | Rodeio Itu                                  |
| 7 de setembro de 2017   | Paraíba do Sul              | Rio de Janeiro      | Brasil         | Parque de Exposições de Paraíba do Sul                         | Expo Paraíba do Sul                         |
| 8 de setembro de 2017   | Ponte Nova                  | Minas Gerais        | Brasil         | Parque de Exposições de Ponte Nova Rua José Otaviano Viêira    | Expovale Ponte Nova                         |
| 9 de setembro de 2017   | Belo Horizonte              | Minas Gerais        | Brasil         | Esplanada do Mineirão                                          | Festeja Belo Horizonte                      |
| 10 de setembro de 2017  | Tangará da Serra            | Mato Grosso         | Brasil         | Parque de Exposições de Tangará da Serra                       | Expo Serra                                  |
| 13 de setembro de 2017  | São Paulo                   | São Paulo           | Brasil         | Espaço das Américas                                            | Youtube Brandcast                           |
| 14 de setembro de 2017  | Ponta Grossa                | Paraná              | Brasil         | Pavilhão do Centro de Eventos                                  | Festival Sertanejo Brotherhood              |
| 15 de setembro de 2017  | Limeira                     | São Paulo           | Brasil         | Espaço Rodeio Limeira                                          | Festa do Peão de Limeira                    |
| 16 de setembro de 2017  | Porto Alegre                | Rio Grande do Sul   | Brasil         | Centro de Eventos Fiergs                                       | Festeja Porto Alegre                        |
| 17 de setembro de 2017  | Florianópolis               | Santa Catarina      | Brasil         | P12 Parador Internacional                                      | —                                           |
| 19 de setembro de 2017  | Passo Fundo                 | Rio Grande do Sul   | Brasil         | Ginasio Poliesportivo Teixeirinha                              | Festeja Passo Fundo                         |
| 20 de setembro de 2017  | Corumbá                     | Mato Grosso do Sul  | Brasil         | Parque de Exposições Belmiro Maciel de Barros                  | Feapan                                      |
| 21 de setembro de 2017  | Pará de Minas               | Minas Gerais        | Brasil         | Parque de Exposição de Pará de Minas                           | Festa do Frango                             |
| 22 de setembro de 2017  | Jaguariúna                  | São Paulo           | Brasil         | Complexo Red Park                                              | Jaguariúna Rodeo Festival                   |
| 23 de setembro de 2017  | São José dos Campos         | São Paulo           | Brasil         | Arena Vale Music Fest                                          | Vale Music Fest                             |
| 24 de setembro de 2017  | Salvador                    | Bahia               | Brasil         | Parque de Exposições Agropecuárias de Salvador                 | Salvador Fest                               |
| 28 de setembro de 2017  | Cruz Alta                   | Rio Grande do Sul   | Brasil         | Parque de Exposições de Cruz Alta                              | XIV Fenatrigo                               |
| 29 de setembro de 2017  | São Paulo                   | São Paulo           | Brasil         | Centro de Tradições Nordestinas                                | —                                           |
| 30 de setembro de 2017  | Ribeirão Preto              | São Paulo           | Brasil         | Parque Permanente de Exposições                                | Festa das Patroas                           |
| 1 de outubro de 2017    | Nova Iguaçu                 | Rio de Janeiro      | Brasil         | Rio Sampa                                                      | Festa das Patroas                           |
| 5 de outubro de 2017    | São Paulo                   | São Paulo           | Brasil         | Villa Country                                                  | —                                           |
| 6 de outubro de 2017    | Belém                       | Pará                | Brasil         | Cidade Folia                                                   | Festeja Belém                               |
| 7 de outubro de 2017    | Maceió                      | Alagoas             | Brasil         | Estádio Nelson Peixoto Feijó                                   | Balada Prime Festival                       |
| 8 de outubro de 2017    | Cabedelo                    | Paraíba             | Brasil         | Arena Fest Verão                                               | Festeja Cabedelo                            |
| 11 de outubro de 2017   | Biguaçu                     | Santa Catarina      | Brasil         | Centro de Eventos Petry                                        | —                                           |
| 12 de outubro de 2017   | Pelotas                     | Rio Grande do Sul   | Brasil         | Parque Ildefonso Simões Lopes                                  | 91ª Expofeira                               |
| 13 de outubro de 2017   | São Borja                   | Rio Grande do Sul   | Brasil         | Parque de Exposições Serafim Vargas                            | Fenaoeste                                   |
| 14 de outubro de 2017   | Caxias do Sul               | Rio Grande do Sul   | Brasil         | Parque de Eventos Festa da Uva                                 | Festa das Patroas                           |
| 15 de outubro de 2017   | Piumhi                      | Minas Gerais        | Brasil         | Piumhi Tênis Clube                                             | 34º Aniversário da Rádio 104 FM             |
| 19 de outubro de 2017   | Ouro Branco                 | Minas Gerais        | Brasil         | Praça de Eventos de Ouro Preto                                 | Festival da Batata                          |
| 20 de outubro de 2017   | Várzea Paulista             | São Paulo           | Brasil         | Recinto Orquivárzea                                            | —                                           |
| 21 de outubro de 2017   | Presidente Prudente         | São Paulo           | Brasil         | Rancho Quarto de Milha                                         | —                                           |
| 22 de outubro de 2017   | Iturama                     | Minas Gerais        | Brasil         | Parque de Exposições de Iturama                                | Sunset 50/50                                |
| 27 de outubro de 2017   | Itabira                     | Minas Gerais        | Brasil         | Parque de Exposição Virgilio José Gazire                       | Itabira Festival                            |
| 28 de outubro de 2017   | Serra                       | Espírito Santo      | Brasil         | Pavilhão de Carapina                                           | Festeja ES                                  |
| 29 de outubro de 2017   | Birigui                     | São Paulo           | Brasil         | Arena Alto do Silvares                                         | Sertanejo in Birigui                        |
| 1 de novembro de 2017   | Criciúma                    | Santa Catarina      | Brasil         | Sisos Hall                                                     | —                                           |
| 3 de novembro de 2017   | Rio de Janeiro              | Rio de Janeiro      | Brasil         | G. R. E. S. Mocidade Independente de Padre Miguel              | Sertanejo in Bangu                          |
| 4 de novembro de 2017   | Rio de Janeiro              | Rio de Janeiro      | Brasil         | Parque Olímpico do Rio de Janeiro                              | Festeja Brasil                              |
| 5 de novembro de 2017   | Pouso Alegre                | Minas Gerais        | Brasil         | Estacionamento do SerraSul Shopping                            | Festa das Patroas                           |
| 8 de novembro de 2017   | Vitória da Conquista        | Bahia               | Brasil         | Estacionamento do Boulevard Shopping                           | Conquista Privilege                         |
| 10 de novembro de 2017  | Carapicuíba                 | São Paulo           | Brasil         | Espaço de Eventos Hípica                                       | —                                           |
| 11 de novembro de 2017  | Linhares                    | Espírito Santo      | Brasil         | Parque de Exposições de Linhares                               | Arrocha Linhares                            |
| 12 de novembro de 2017  | Naviraí                     | Mato Grosso do Sul  | Brasil         | Parque de Exposições Tatsuo Suekane                            | ExpoNaviraí                                 |
| 15 de novembro de 2017  | Valença                     | Bahia               | Brasil         | Estádio Antônio Sereia                                         | —                                           |
| 17 de novembro de 2017  | São Luís                    | Maranhão            | Brasil         | Estacionamento do São Luís Shopping                            | Festa das Patroas                           |
| 18 de novembro de 2017  | Itabaiana                   | Sergipe             | Brasil         | Praça de Eventos de Itabaiana                                  | Balada Festival                             |
| 19 de novembro de 2017  | Araraquara                  | São Paulo           | Brasil         | Centro de Eventos de Araraquara                                | —                                           |
| 23 de novembro de 2017  | Bauru                       | São Paulo           | Brasil         | Recinto Mello Moraes                                           | Bauru Rodeo Music                           |
| 24 de novembro de 2017  | Teresina                    | Piauí               | Brasil         | Theresina Hall                                                 | Marília Sem Limites                         |
| 25 de novembro de 2017  | Curvelo                     | Minas Gerais        | Brasil         | Parque de Exposições de Curvelo                                | —                                           |
| 26 de novembro de 2017  | Piracicaba                  | São Paulo           | Brasil         | Arena Sunset                                                   | Piracicaba Festival                         |
| 1 de dezembro de 2017   | Anápolis                    | Goiás               | Brasil         | Parque de Exposições Agropecuário de Anápolis                  | Festeja Anápolis                            |
| 2 de dezembro de 2017   | Sinop                       | Mato Grosso         | Brasil         | Centro de Eventos Recanto da Natureza                          | —                                           |
| 3 de dezembro de 2017   | São José dos Quatro Marcos  | Mato Grosso         | Brasil         | Parque De Exposições Manoel Paulino                            | —                                           |
| 7 de dezembro de 2017   | Manaus                      | Amazonas            | Brasil         | Podium da Arena da Amazônia                                    | Último Sertanejo do Ano                     |
| 9 de dezembro de 2017   | Juiz de Fora                | Minas Gerais        | Brasil         | Terrazzo                                                       | —                                           |
| 15 de dezembro de 2017  | Crato                       | Ceará               | Brasil         | Parque Solon Pinheiro Telmes                                   | Vaquejada do Crato                          |
| 16 de dezembro de 2017  | Brasília                    | Distrito Federal    | Brasil         | Ginásio Nilson Nelson                                          | Festa das Patroas                           |
| 17 de dezembro de 2017  | Salvador                    | Bahia               | Brasil         | Arena Fonte Nova                                               | Festival de Verão Salvador                  |
| 21 de dezembro de 2017  | Ituiutaba                   | Minas Gerais        | Brasil         | Parque de Exposições JK                                        | —                                           |
| 22 de dezembro de 2017  | Patrocínio                  | Minas Gerais        | Brasil         | Arena Cerrado                                                  | —                                           |
| 23 de dezembro de 2017  | Senhor do Bonfim            | Bahia               | Brasil         | Espaço Gonzagão                                                | Natal Indoor                                |
| 26 de dezembro de 2017  | Piatã                       | Bahia               | Brasil         | Espaço Chapéu de Couro                                         | Nilzo FEST                                  |
| 27 de dezembro de 2017  | São Vicente                 | São Paulo           | Brasil         | Praia de Itararé                                               | Litoral Music Festival                      |
| 28 de dezembro de 2017  | Florianópolis               | Santa Catarina      | Brasil         | Stage Music Park                                               | Festa das Patroas                           |
| 29 de dezembro de 2017  | Porto Seguro                | Bahia               | Brasil         | Praia de Taperapuã                                             | Reveillon Axé Moi                           |
| 30 de dezembro de 2017  | São Mateus                  | Espírito Santo      | Brasil         | Arena Ao Mar                                                   | Festival de Verão Guriri                    |
| 31 de dezembro de 2017  | Salvador                    | Bahia               | Brasil         | Orla da Boca do Rio                                            | Festival Virada Salvador                    |
| 5 de janeiro de 2018    | Guarapari                   | Espírito Santo      | Brasil         | Arena Pedreira                                                 | Festa das Patroas                           |
| 6 de janeiro de 2018    | Tamandaré                   | Pernambuco          | Brasil         | Arena Tamandaré Fest                                           | Tamandaré Fest                              |
| 7 de janeiro de 2018    | Cabedelo                    | Paraíba             | Brasil         | Praia da Ponta de Campina                                      | Fest Verão Paraíba                          |
| 12 de janeiro de 2018   | Salvador                    | Bahia               | Brasil         | Wet'n Wild                                                     | Baile da Santinha                           |
| 13 de janeiro de 2018   | São Bernardo do Campo       | São Paulo           | Brasil         | Estância Alto da Serra                                         | —                                           |
| 14 de janeiro de 2018   | Lorena                      | São Paulo           | Brasil         | Cervejaria do Gordo                                            | Queen Sunset Beer Festival                  |
| 19 de janeiro de 2018   | Aracaju                     | Sergipe             | Brasil         | Arena de Eventos                                               | Fest Verão Sergipe                          |
| 26 de janeiro de 2018   | Poços de Caldas             | Minas Gerais        | Brasil         | Centro de Eventos Tatersal                                     | Poços Country Show                          |
| 27 de janeiro de 2018   | Rio Grande                  | Rio Grande do Sul   | Brasil         | Arena Partage                                                  | Festival de Verão Partage                   |
| 28 de janeiro de 2018   | Cidade do Leste             | Alto Paraná         | Paraguai       | Gran Nobile Hotel & Convention                                 | Festival CDE                                |
| 2 de fevereiro de 2018  | Praia Grande                | São Paulo           | Brasil         | Kartódromo Municipal de Praia Grande                           | Estação Verão Show                          |
| 3 de fevereiro de 2018  | São Paulo                   | São Paulo           | Brasil         | Estádio do Canindé                                             | CarnaUOL                                    |
| 4 de fevereiro de 2018  | Olinda                      | Pernambuco          | Brasil         | Área Externa do Centro de Convenções                           | Olinda Beer                                 |
| 9 de fevereiro de 2018  | Rio de Janeiro              | Rio de Janeiro      | Brasil         | Espaço Terraço                                                 | —                                           |
| 10 de fevereiro de 2018 | Recife                      | Pernambuco          | Brasil         | Parador Recife                                                 | Camarote Galo Paradise                      |
| 11 de fevereiro de 2018 | Salvador                    | Bahia               | Brasil         | Clube Espanhol                                                 | Camarote Club                               |
| 12 de fevereiro de 2018 | Rio de Janeiro              | Rio de Janeiro      | Brasil         | Sambódromo da Marquês de Sapucaí                               | Camarote Guanabara                          |
| 13 de fevereiro de 2018 | Olinda                      | Pernambuco          | Brasil         | Parque Memorial Arcoverde                                      | Carvalheira na Ladeira                      |
| Parte 2                 |                             |                     |                |                                                                |                                             |
| América do Sul          |                             |                     |                |                                                                |                                             |
| 7 de março de 2018      | Barretos                    | São Paulo           | Brasil         | Centro de Eventos Dr. Paulo Prat                               | Evento em prol do Hospital de Amor          |
| 8 de março de 2018      | Joinville                   | Santa Catarina      | Brasil         | Joinville Square Garden                                        | —                                           |
| 9 de março de 2018      | Lajeado                     | Rio Grande do Sul   | Brasil         | Parque do Imigrante                                            | —                                           |
| 10 de março de 2018     | Paranavaí                   | Paraná              | Brasil         | Parque de Exposições Presidente Artur da Costa e Silva         | Expo Paranavaí                              |
| 15 de março de 2018     | Redenção                    | Pará                | Brasil         | Parque Izidório Junior                                         | —                                           |
| 16 de março de 2018     | Parauapebas                 | Pará                | Brasil         | Praça de Eventos do Partage Shopping                           | —                                           |
| 17 de março de 2018     | Belém                       | Pará                | Brasil         | Hangar                                                         | Festa das Patroas                           |
| 18 de março de 2018     | Rio de Janeiro              | Rio de Janeiro      | Brasil         | Marina da Glória                                               | Sertanejo In Rio                            |
| 21 de março de 2018     | Balsas                      | Maranhão            | Brasil         | Avenida Coronel Fonseca                                        | 100 Anos de Balsas                          |
| 23 de março de 2018     | Imperatriz                  | Maranhão            | Brasil         | AABB de Imperatriz                                             | —                                           |
| 24 de março de 2018     | Marabá                      | Pará                | Brasil         | Centro de Convenções                                           | Vogue for Man                               |
| 25 de março de 2018     | Porangatu                   | Goiás               | Brasil         | Parque de Vaquejada do Turkim                                  | —                                           |
| 29 de março de 2018     | São Paulo                   | São Paulo           | Brasil         | Centro de Tradições Nordestinas                                | —                                           |
| 30 de março de 2018     | Gravatá                     | Pernambuco          | Brasil         | Hotel Canarius                                                 | Seu Antônio Na Serra                        |
| 31 de março de 2018     | Conceição do Coité          | Bahia               | Brasil         | Espaço Manos Fest                                              | Bate Volta do Baião de Dois                 |
| 6 de abril de 2018      | Bragança Paulista           | São Paulo           | Brasil         | Parque de Exposições Dr. Fernando Costa                        | Festa do Peão de Bragança Paulista          |
| 7 de abril de 2018      | Campo Grande                | Mato Grosso do Sul  | Brasil         | Parque de Exposições Laucídio Coelho                           | Expogrande                                  |
| 11 de abril de 2018     | Londrina                    | Paraná              | Brasil         | Parque Ney Braga                                               | Expo Londrina                               |
| 12 de abril de 2018     | Catanduva                   | São Paulo           | Brasil         | Loteamento Residencial Horizon                                 | Catanduva Rodeo Festival                    |
| 13 de abril de 2018     | Rio Claro                   | São Paulo           | Brasil         | Espaço Sobradão Eventos                                        | —                                           |
| 14 de abril de 2018     | Sumaré                      | São Paulo           | Brasil         | Parque Aquático Paraíso das Águas                              | Sumaré Arena Music                          |
| 18 de abril de 2018     | Itanhaém                    | São Paulo           | Brasil         | Avenida Ary Carneiro Saraiva                                   | Festa do Peão de Itanhaém                   |
| 19 de abril de 2018     | Araxá                       | Minas Gerais        | Brasil         | Parque de Exposições Agenor Lemos                              | Expoaraxá                                   |
| 20 de abril de 2018     | Petrolina                   | Pernambuco          | Brasil         | Pátio de Eventos                                               | #SeForBeberMeChame                          |
| 21 de abril de 2018     | Unaí                        | Minas Gerais        | Brasil         | Parque de Exposições de Unaí                                   | —                                           |
| 22 de abril de 2018     | Jales                       | São Paulo           | Brasil         | Recinto de Exposições de Jales                                 | FACIP Rodeio Show                           |
| 26 de abril de 2018     | Monte Alegre de Minas       | Minas Gerais        | Brasil         | Parque de Exposições Doutor Allysson Paulinelli                | Expomonte                                   |
| 27 de abril de 2018     | Aparecida do Taboado        | Mato Grosso do Sul  | Brasil         | Arena do Recinto Os Pioneiros                                  | Taboadão                                    |
| 28 de abril de 2018     | Araçoiaba da Serra          | São Paulo           | Brasil         | Recinto de Exposições de Araçoiaba da Serra                    | Abril Fest                                  |
| 29 de abril de 2018     | Itajubá                     | Minas Gerais        | Brasil         | Parque de Exposições Aureliano Chaves                          | Expo Itajubá                                |
| 30 de abril de 2018     | Mirassol                    | São Paulo           | Brasil         | Recinto Municipal Leopoldo Gotardi                             | Rodeio de Mirassol                          |
| 4 de maio de 2018       | Edeía                       | Goiás               | Brasil         | Parque de Exposição Agropecuária de Edéia                      | 23ª Expo Edéia                              |
| 5 de maio de 2018       | São Paulo                   | São Paulo           | Brasil         | Allianz Parque                                                 | Skuta Festival                              |
| 6 de maio de 2018       | Santa Rita                  | Alto Paraná         | Paraguai       | Parque de Exposiciones Centro de Tradiciones Gaúcha Indio José | Expo Santa Rita                             |
| 11 de maio de 2018      | Barbacena                   | Minas Gerais        | Brasil         | Parque de Exposições Senador Bias Fortes                       | Expo Barbacena                              |
| 12 de maio de 2018      | Timóteo                     | Minas Gerais        | Brasil         | Clube Alfa                                                     | Fest Country Timóteo                        |
| 13 de maio de 2018      | Belo Horizonte              | Minas Gerais        | Brasil         | Esplanada do Mineirão                                          | Festival Brasil Sertanejo                   |
| 17 de maio de 2018      | Fernandópolis               | São Paulo           | Brasil         | Recinto de Exposições Percy Waldir Semeghini                   | Expo Fernandópolis                          |
| 18 de maio de 2018      | Passos                      | Minas Gerais        | Brasil         | Parque de Exposição Adolfo Coelho Lemos                        | —                                           |
| 19 de maio de 2018      | Itapipoca                   | Ceará               | Brasil         | Clube Social Imperatriz                                        | Festa das Flores                            |
| 20 de maio de 2018      | Jundiaí                     | São Paulo           | Brasil         | Parque da Uva                                                  | Festa das Patroas                           |
| 23 de maio de 2018      | Goiânia                     | Goiás               | Brasil         | Parque Agropecuário de Goiânia                                 | Pecuária de Goiânia                         |
| 25 de maio de 2018      | Blumenau                    | Santa Catarina      | Brasil         | Parque Vila Germânica                                          | BemBlu                                      |
| 26 de maio de 2018      | Curitiba                    | Paraná              | Brasil         | Expotrade Convention Center                                    | Curitiba Country Festival                   |
| 29 de maio de 2018      | São Joaquim da Barra        | São Paulo           | Brasil         | Parque Permanente de Exposições Tancredo Neves                 | 49ª Festa da Soja                           |
| 30 de maio de 2018      | Lages                       | Santa Catarina      | Brasil         | Parque de Exposições Conta Dinheiro                            | Festa Nacional do Pinhão                    |
| 1 de junho de 2018      | Patos de Minas              | Minas Gerais        | Brasil         | Parque de Exposições Sebastião Alves do Nascimento             | Fenamilho                                   |
| 2 de junho de 2018      | Marília                     | São Paulo           | Brasil         | Espaço T                                                       | Festival Trem Bala                          |
| 7 de junho de 2018      | Votorantim                  | São Paulo           | Brasil         | Praça de Eventos Lecy de Campos                                | Festa Junina de Votorantim                  |
| 8 de junho de 2018      | Americana                   | São Paulo           | Brasil         | Parque de Eventos CCA                                          | Festa do Peão de Americana                  |
| 9 de junho de 2018      | Manaus                      | Amazonas            | Brasil         | Centro de Convenções de Manaus                                 | Festa das Patroas                           |
| 10 de junho de 2018     | Volta Redonda               | Rio de Janeiro      | Brasil         | Pet Clube dos Funcionários                                     | —                                           |
| 13 de junho de 2018     | Araguaína                   | Tocantins           | Brasil         | Parque de Exposições Dair José Lourenço                        | Expoara                                     |
| 14 de junho de 2018     | Adamantina                  | São Paulo           | Brasil         | Recinto Poliesportivo de Adamantina                            | Adamantina Rodeo Festiva                    |
| 15 de junho de 2018     | Pedro Leopoldo              | Minas Gerais        | Brasil         | Parque de Exposições de Pedro Leopoldo                         | Pedro Leopoldo Rodeio Show                  |
| 16 de junho de 2018     | São Paulo                   | São Paulo           | Brasil         | Arena Anhembi                                                  | Farraial Sertanejo                          |
| 19 de junho de 2018     | Itumbiara                   | Goiás               | Brasil         | Espaço Arraiá                                                  | 14º Arraiá de Itumbiara                     |
| 22 de junho de 2018     | Petrolina                   | Pernambuco          | Brasil         | Pátio Ana das Carrancas                                        | São João de Petrolina                       |
| 23 de junho de 2018     | Santo Antônio de Jesus      | Bahia               | Brasil         | Praça do Forró                                                 | São João de Santo Antônio de Jesus          |
| 24 de junho de 2018     | Salvador                    | Bahia               | Brasil         | Praça João Martins                                             | São João en Salvador                        |
| 28 de junho de 2018     | Arcoverde                   | Pernambuco          | Brasil         | Polo Multicultural                                             | São João de Arcoverde                       |
| 29 de junho de 2018     | Maceió                      | Alagoas             | Brasil         | Estacionamento de Jaraguá                                      | São João de Maceió                          |
| 30 de junho de 2018     | Montes Claros               | Minas Gerais        | Brasil         | Parque de Exposições João Alencar de Athayde                   | Expomontes                                  |
| 1 de julho de 2018      | Bom Jesus da Lapa           | Bahia               | Brasil         | Praça Marechal Deodoro da Fonseca                              | São Pedro de Bom Jesus da Lapa              |
| 5 de julho de 2018      | Frutal                      | Minas Gerais        | Brasil         | Parque de Exposição Os Idealistas                              | Expo Frutal                                 |
| 6 de julho de 2018      | Santa Bárbara               | Minas Gerais        | Brasil         | Parque de Exposições Adilson Melo                              | Torneio Leiteiro de Santa Bárbara           |
| 7 de julho de 2018      | Governador Valadares        | Minas Gerais        | Brasil         | Parque de Exposições José Tavares Pereira                      | Expoagro GV                                 |
| 8 de julho de 2018      | São Gabriel do Oeste        | Mato Grosso do Sul  | Brasil         | Clube de Laço Liberato Maffissoni                              | 25ª Festa do Leitão no Rolete               |
| 11 de julho de 2018     | Pontalina                   | Goiás               | Brasil         | Parque de Exposições Agropecuárias Geverson Guimarães          | 42ª Expo Pontalina                          |
| 12 de julho de 2018     | Rio Verde                   | Goiás               | Brasil         | Parque de Exposições Garibaldi da Silveira Leão                | Expo Rio Verde                              |
| 13 de julho de 2018     | Araçatuba                   | São Paulo           | Brasil         | Recinto de Exposições Clibas de Almeida Prado                  | Expô Araçatuba                              |
| 14 de julho de 2018     | Itapecerica da Serra        | São Paulo           | Brasil         | Ginásio de Esportes de Itapecerica da Serra                    | Festa do Peão de Itapecerica da Serra       |
| 19 de julho de 2018     | Crato                       | Ceará               | Brasil         | Parque de Exposições Pedro Felício Cavalcante                  | Festival Expocrato                          |
| 20 de julho de 2018     | Salinópolis                 | Pará                | Brasil         | Praia do Atalaia                                               | Diwali Salinas                              |
| 21 de julho de 2018     | São José do Rio Preto       | São Paulo           | Brasil         | Recinto de Exposições de Alberto Bertelli Lucato               | Rodeo Country Bulls de Rio Preto            |
| 22 de julho de 2018     | Rio de Janeiro              | Rio de Janeiro      | Brasil         | Marina da Glória                                               | Festa das Patroas                           |
| 25 de julho de 2018     | Jaraguá                     | Goiás               | Brasil         | Parque de Exposições Zico de Castro                            | Festa do Peão de Jaraguá                    |
| 26 de julho de 2018     | Ariquemes                   | Rondônia            | Brasil         | Parque de Exposições da Associação dos Pecuaristas             | 35ª Expoari                                 |
| 27 de julho de 2018     | Santo André                 | São Paulo           | Brasil         | Clube Atlético Aramaçan                                        | —                                           |
| 28 de julho de 2018     | São Paulo                   | São Paulo           | Brasil         | Credicard Hall                                                 | —                                           |
| 1 de agosto de 2018     | Coari                       | Amazonas            | Brasil         | Centro Cultural de Coari                                       | Coari 86 Anos                               |
| 2 de agosto de 2018     | Prata                       | Minas Gerais        | Brasil         | Parque de Exposições Severino Tembório da Silva                | Expo Prata                                  |
| 3 de agosto de 2018     | Arcos                       | Minas Gerais        | Brasil         | Parque de Exposições de Arcos                                  | Expo Arcos                                  |
| 4 de agosto de 2018     | Sete Lagoas                 | Minas Gerais        | Brasil         | Parque de Exposições JK                                        | Exposete                                    |
| 9 de agosto de 2018     | Rondonópolis                | Mato Grosso         | Brasil         | Parque de Exposições Wilmar Peres de Farias                    | 46ª Exposul                                 |
| 10 de agosto de 2018    | Conselheiro Lafaiete        | Minas Gerais        | Brasil         | Parque Municipal De Exposições Tancredo Neves                  | Expoagro Lafaiete                           |
| 11 de agosto de 2018    | Brasília                    | Distrito Federal    | Brasil         | Orla do Lago Paranoá                                           | Na Praia                                    |
| 14 de agosto de 2018    | Araras                      | São Paulo           | Brasil         | Parque Municipal Fábio da Silva Prado                          | Festa do Peão de Araras                     |
| 17 de agosto de 2018    | João Monlevade              | Minas Gerais        | Brasil         | Parque do Areão                                                | —                                           |
| 18 de agosto de 2018    | Barretos                    | São Paulo           | Brasil         | Parque do Peão                                                 | Festa do Peão de Barretos                   |
| 19 de agosto de 2018    | Campos dos Goytacazes       | Rio de Janeiro      | Brasil         | Multiplace Campos                                              | —                                           |
| 24 de agosto de 2018    | Ponta Porã                  | Mato Grosso do Sul  | Brasil         | Parque de Exposições Alcindo Pereira                           | —                                           |
| 25 de agosto de 2018    | Várzea Grande               | Mato Grosso         | Brasil         | Centro Universitário Várzea Grande                             | Festa das Patroas                           |
| 26 de agosto de 2018    | Mogi das Cruzes             | São Paulo           | Brasil         | Vacaloca Multshow                                              | Festa das Patroas                           |
| 31 de agosto de 2018    | Betim                       | Minas Gerais        | Brasil         | Estacionamento do Partage Shopping                             | Festa da Primavera                          |
| 6 de setembro de 2018   | Itu                         | São Paulo           | Brasil         | Parque Maeda                                                   | Rodeio Itu                                  |
| 7 de setembro de 2018   | Ipanema                     | Minas Gerais        | Brasil         | Parque de Exposições da CASEMG                                 | Festa do Queijo e Doce de Leite de Ipanema  |
| 8 de setembro de 2018   | Belo Horizonte              | Minas Gerais        | Brasil         | Esplanada do Mineirão                                          | Festeja Brasil                              |
| 9 de setembro de 2018   | São Paulo                   | São Paulo           | Brasil         | Terra Country Interlagos                                       | —                                           |
| 12 de setembro de 2018  | Peixoto de Azevedo          | Mato Grosso         | Brasil         | Parque J. Lima                                                 | Peixoto Rodeio Show                         |
| 14 de setembro de 2018  | Leopoldina                  | Minas Gerais        | Brasil         | Parque de Exposições de Leopoldina                             | —                                           |
| 15 de setembro de 2018  | Barra do Garças             | Mato Grosso         | Brasil         | Parque de Exposição Eliziário José de Farias                   | Expoleste                                   |
| 20 de setembro de 2018  | Vargem Grande Paulista      | São Paulo           | Brasil         | Jardim Bela Vista                                              | Agrofest Vargem Grande Paulista             |
| 21 de setembro de 2018  | Franca                      | São Paulo           | Brasil         | Parque de Exposições Fernando Costa                            | 49ª Expoagro de Franca                      |
| 22 de setembro de 2018  | São Bernardo do Campo       | São Paulo           | Brasil         | Estância Alto da Serra                                         | —                                           |
| 23 de setembro de 2018  | Salvador                    | Bahia               | Brasil         | Parque de Exposições Agropecuárias de Salvador                 | Salvador Fest                               |
| 27 de setembro de 2018  | Dom Eliseu                  | Pará                | Brasil         | Parque de Exposições de Dom Eliseu                             | Expo Dom Eliseu                             |
| 28 de setembro de 2018  | Rio de Janeiro              | Rio de Janeiro      | Brasil         | Vivo Rio                                                       | Sertanejo In Rio                            |
| 29 de setembro de 2018  | Dourados                    | Mato Grosso do Sul  | Brasil         | Parque de Exposições de Dourados                               | Festa das Patroas                           |
| 30 de setembro de 2018  | Resende                     | Rio de Janeiro      | Brasil         | Parque de Exposições de Resende                                | 51ª Exapicor                                |
| América do Norte        |                             |                     |                |                                                                |                                             |
| 3 de outubro de 2018    | Orlando                     | Flórida             | Estados Unidos | House of Blues                                                 | —                                           |
| 4 de outubro de 2018    | Atlanta                     | Geórgia             | Estados Unidos | Espacio Discotheque                                            | —                                           |
| 5 de outubro de 2018    | Deerfield Beach             | Flórida             | Estados Unidos | DS Sports Plex                                                 | —                                           |
| 6 de outubro de 2018    | Newark                      | Nova Jérsei         | Estados Unidos | Newark Symphony Hall                                           | —                                           |
| 7 de outubro de 2018    | Brockton                    | Massachusetts       | Estados Unidos | Brockton Fairgrounds                                           | —                                           |
| América do Sul          |                             |                     |                |                                                                |                                             |
| 12 de outubro de 2018   | Osasco                      | São Paulo           | Brasil         | Castelo Show                                                   | —                                           |
| 13 de outubro de 2018   | Jundiaí                     | São Paulo           | Brasil         | Rei da Noite                                                   | —                                           |
| 19 de outubro de 2018   | Porto Alegre                | Rio Grande do Sul   | Brasil         | Auditório Araújo Vianna                                        | —                                           |
| 20 de outubro de 2018   | Valinhos                    | São Paulo           | Brasil         | Folk Valley                                                    | —                                           |
| 25 de outubro de 2018   | São Paulo                   | São Paulo           | Brasil         | Villa Country                                                  | Noites do Horror                            |
| 26 de outubro de 2018   | Presidente Prudente         | São Paulo           | Brasil         | Rancho Quarto de Milha                                         | Festival da Sofrência                       |
| 27 de outubro de 2018   | Serra                       | Espírito Santo      | Brasil         | Pavilhão de Carapina                                           | Festeja Vitória                             |
| 1 de novembro de 2018   | Rio de Janeiro              | Rio de Janeiro      | Brasil         | Centro Luiz Gonzaga de Tradições Nordestinas                   | —                                           |
| 2 de novembro de 2018   | São Paulo                   | São Paulo           | Brasil         | Centro de Tradições Nordestinas                                | —                                           |
| 10 de novembro de 2018  | Rio de Janeiro              | Rio de Janeiro      | Brasil         | Espaço Terraço                                                 | —                                           |
| 14 de novembro de 2018  | Pato Branco                 | Paraná              | Brasil         | Parque de Exposições de Pato Branco                            | Expopato                                    |
| 15 de novembro de 2018  | Mineiros                    | Goiás               | Brasil         | Parque de Exposição Agropecuária de Mineiros                   | —                                           |
| 16 de novembro de 2018  | Caldas Novas                | Goiás               | Brasil         | Caldas Park Show                                               | Caldas Country Show                         |
| 17 de novembro de 2018  | São José do Rio Preto       | São Paulo           | Brasil         | Recinto de Exposições Alberto Bertelli Lucatto                 | Festeja São José do Rio Preto               |
| 18 de novembro de 2018  | Goianira                    | Goiás               | Brasil         | Lago Municipal de Goianira                                     | —                                           |
| 19 de novembro de 2018  | Guarulhos                   | São Paulo           | Brasil         | Parque do Povo                                                 | —                                           |
| 23 de novembro de 2018  | Sorocaba                    | São Paulo           | Brasil         | Arena Monteiro Lobato                                          | Crystal Encontra Sorocaba                   |
| 24 de novembro de 2018  | Uberaba                     | Minas Gerais        | Brasil         | Centro Park                                                    | Axé Uberaba                                 |
| 25 de novembro de 2018  | Feira de Santana            | Bahia               | Brasil         | Estádio Jóia da Princesa                                       | Festivou                                    |
| 30 de novembro de 2018  | Cachoeiro de Itapemirim     | Espírito Santo      | Brasil         | Fazendinha Cachoeiro                                           | —                                           |
| 1 de dezembro de 2018   | São José                    | Santa Catarina      | Brasil         | Arena Petry                                                    | Inauguração da Arena Petry                  |
| 6 de dezembro de 2018   | Artur Nogueira              | São Paulo           | Brasil         | Balneário Guilherme Carlini                                    | Artur Nogueira Rodeo                        |
| 7 de dezembro de 2018   | Anápolis                    | Goiás               | Brasil         | Estacionamento do Aeroporto Municipal de Anápolis              | —                                           |
| 8 de dezembro de 2018   | Rio de Janeiro              | Rio de Janeiro      | Brasil         | Estádio Nilton Santos                                          | Festa das Patroas                           |
| 9 de dezembro de 2018   | Avaré                       | São Paulo           | Brasil         | Parque de Exposições Fernando Cruz Pimentel                    | 50ª Emapa                                   |
| 12 de dezembro de 2018  | Mossoró                     | Rio Grande do Norte | Brasil         | Arena Partage                                                  | Festa da Padroeira                          |
| 14 de dezembro de 2018  | Ipatinga                    | Minas Gerais        | Brasil         | Usipa                                                          | Glacial Fest                                |
| 15 de dezembro de 2018  | Curitiba                    | Paraná              | Brasil         | Live Curitiba                                                  | Festa das Patroas                           |
| 21 de dezembro de 2018  | São Paulo                   | São Paulo           | Brasil         | Espaço das Américas                                            | —                                           |
| 22 de dezembro de 2018  | Recife                      | Pernambuco          | Brasil         | Haras Boa Viagem                                               | Pré-Natal Infinito                          |
| 23 de dezembro de 2018  | Aparecida de Goiânia        | Goiás               | Brasil         | CEL da OAB-GO                                                  | Bahrem White Sunset                         |
| 27 de dezembro de 2018  | Cruzília                    | Minas Gerais        | Brasil         | Complexo Humano da Ventania                                    | Aniversário de Cruzília                     |
| 28 de dezembro de 2018  | Bom Despacho                | Minas Gerais        | Brasil         | Parque de Exposições de Bom Despacho                           | —                                           |
| 29 de dezembro de 2018  | Xangri-lá                   | Rio Grande do Sul   | Brasil         | Maori Beach Club                                               | A FESTA                                     |
| 30 de dezembro de 2018  | Bertioga                    | São Paulo           | Brasil         | Canto do Indaiá                                                | Praia Music Bertioga                        |
| 31 de dezembro de 2018  | Fortaleza                   | Ceará               | Brasil         | Marina Park Hotel                                              | Réveillon Marina Park                       |
| 31 de dezembro de 2018  | Fortaleza                   | Ceará               | Brasil         | Praia de Iracema                                               | Réveillon de Fortaleza                      |
| 2 de janeiro de 2019    | Guaratuba                   | Paraná              | Brasil         | Café Curaçao Guaratuba                                         | —                                           |
| 4 de janeiro de 2019    | Guarapari                   | Espírito Santo      | Brasil         | Multiplace Mais                                                | The Best Summer Of Your Life                |
| 5 de janeiro de 2019    | São Vicente                 | São Paulo           | Brasil         | Praia do Itararé                                               | Litoral Music Festival                      |
| 11 de janeiro de 2019   | Balneário Camboriú          | Santa Catarina      | Brasil         | Music Park BC                                                  | —                                           |
| 12 de janeiro de 2019   | Florianópolis               | Santa Catarina      | Brasil         | P12 Jurerê Internacional                                       | —                                           |
| 13 de janeiro de 2019   | Cabedelo                    | Paraíba             | Brasil         | Lovina Beach Club                                              | Verão Lovina                                |
| 18 de janeiro de 2019   | Salvador                    | Bahia               | Brasil         | Wet'n Wild                                                     | Baile da Santinha                           |
| 19 de janeiro de 2019   | Santa Cruz do Rio Pardo     | São Paulo           | Brasil         | Recinto de Eventos José Rosso                                  | Festa do Peão de Santa Cruz do Rio Pardo    |
| 20 de janeiro de 2019   | Salvador                    | Pernambuco          | Brasil         | Pátio de Eventos de Bonito                                     | Festa de São Sebastião                      |
| 24 de janeiro de 2019   | Santa Cruz de Monte Castelo | Paraná              | Brasil         | Parque de Exposições Governador José Richa                     | 13º Expo Monte Castelo                      |
| 25 de janeiro de 2019   | Praia Grande                | São Paulo           | Brasil         | Kartódromo Municipal de Praia Grande                           | Estação Verão Show                          |
| 26 de janeiro de 2019   | Rio de Janeiro              | Rio de Janeiro      | Brasil         | Riocentro                                                      | Baile da Santinha                           |
| 27 de janeiro de 2019   | Barcelos                    | Amazonas            | Brasil         | Arena Piabódromo                                               | Festival do Peixe Ornamental                |
| 29 de janeiro de 2019   | Guarabira                   | Paraíba             | Brasil         | Parque de Eventos Poeta Ronaldo Cunha Lima                     | Festa da Luz                                |
| Europa                  |                             |                     |                |                                                                |                                             |
| 31 de janeiro de 2019   | Londres                     | Grande Londres      | Inglaterra     | Índigo O2 Arena                                                | —                                           |
| 1 de fevereiro de 2019  | Amsterdã                    | Holanda do Norte    | Países Baixos  | The BOX                                                        | —                                           |
| 2 de fevereiro de 2019  | Zurique                     | Zurique             | Suíça          | Stadthalle Bülach                                              | —                                           |
| 3 de fevereiro de 2019  | Lisboa                      | Lisboa              | Portugal       | Altice Arena                                                   | —                                           |
| 4 de fevereiro de 2019  | Paris                       | Ilha de França      | França         | Pavillon Gabriel                                               | Neymar Jr's Nuit Rouge                      |
| Parte 3                 |                             |                     |                |                                                                |                                             |
| América do Sul          |                             |                     |                |                                                                |                                             |
| 4 de março de 2019      | Olinda                      | Pernambuco          | Brasil         | Avenida Olinda                                                 | Camarote Olinda                             |
| 8 de março de 2019      | Jataí                       | Goiás               | Brasil         | Parque de Exposições de Jataí                                  | —                                           |
| 9 de março de 2019      | Recife                      | Pernambuco          | Brasil         | Centro de Convenções de Pernambuco                             | Não Acredito Que Te Beijei                  |
| 15 de março de 2019     | Viçosa                      | Minas Gerais        | Brasil         | Espaço Silvestre                                               | 1 Ano do Espaço Silvestre                   |
| 16 de março de 2019     | Campo Grande                | Mato Grosso do Sul  | Brasil         | Âncora Hotel                                                   | Festeja Campo Grande                        |
| 22 de março de 2019     | Sumaré                      | São Paulo           | Brasil         | Chapéu Brasil                                                  | —                                           |
| 23 de março de 2019     | Colorado                    | Paraná              | Brasil         | Sociedade Rural de Colorado                                    | Colorado Rodeio                             |
| 28 de março de 2019     | Monte Sião                  | São Paulo           | Brasil         | Centro de Exposições e Lazer                                   | Rodeio de Monte Sião                        |
| 29 de março de 2019     | Campo Belo                  | Minas Gerais        | Brasil         | Parque de Exposições de Campo Belo                             | —                                           |
| 30 de março de 2019     | São Sebastião do Paraíso    | Minas Gerais        | Brasil         | Parque de Exposições João Bernardes                            | —                                           |
| 31 de março de 2019     | Mogi das Cruzes             | São Paulo           | Brasil         | Vacaloca Multshow                                              | —                                           |
| 5 de abril de 2019      | São José dos Campos         | São Paulo           | Brasil         | Clube Luso Brasileiro                                          | Festa das Patroas                           |
| 6 de abril de 2019      | Olímpia                     | São Paulo           | Brasil         | Recinto do Folclore                                            | —                                           |
| 12 de abril de 2019     | Cotia                       | São Paulo           | Brasil         | Recinto de Eventos de Cotia                                    | Festa do Peão de Cotia                      |
| 13 de abril de 2019     | Juiz de Fora                | Minas Gerais        | Brasil         | Parque de Exposições JF                                        | Festeja Juiz de Fora                        |
| 18 de abril de 2019     | Itabira                     | Minas Gerais        | Brasil         | Parque de Exposição Virgilio José Gazire                       | Trem Bala Festival                          |
| 19 de abril de 2019     | Caldas Novas                | Goiás               | Brasil         | Water Park                                                     | Lançamento do Caldas Country 2019           |
| 20 de abril de 2019     | Sete Lagoas                 | Minas Gerais        | Brasil         | Parque de Exposições de Sete Lagoas                            | Festeja Sete Lagoas                         |
| 26 de abril de 2019     | São José do Rio Pardo       | São Paulo           | Brasil         | Parque de Exposições Apeles de Quadro                          | Rio Pardo Expo Show                         |
| 27 de abril de 2019     | Mirassol                    | São Paulo           | Brasil         | Centro de Convenções Puc                                       | Rodeio de Mirassol                          |
| 30 de abril de 2019     | Uberaba                     | Minas Gerais        | Brasil         | Shopping Uberaba                                               | ExpoZebu                                    |
| 3 de maio de 2019       | Ubajara                     | Ceará               | Brasil         | Castelo Club                                                   | Arraiá do Castelo                           |
| 4 de maio de 2019       | Recife                      | Pernambuco          | Brasil         | Área Externa do Centro de Convenções                           | Festeja Recife                              |
| 5 de maio de 2019       | Caxias                      | Maranhão            | Brasil         | Caxias Shopping Center                                         | Circuito Music                              |
| 10 de maio de 2019      | São Carlos                  | São Paulo           | Brasil         | Oasis Eventos                                                  |                                             |
| 11 de maio de 2019      | Hortolândia                 | São Paulo           | Brasil         | Recinto da Avenida da Emancipação                              | Festa do Peão de Hortolândia                |
| 12 de maio de 2019      | Rio Verde                   | Goiás               | Brasil         | Buriti Shopping Rio Verde                                      | Show especial do Dia das Mães               |
| 17 de maio de 2019      | Ituiutaba                   | Minas Gerais        | Brasil         | Parque de Exposição JK                                         | Minas Country                               |
| 18 de maio de 2019      | Rio de Janeiro              | Rio de Janeiro      | Brasil         | Parque Olímpico do Rio de Janeiro                              | Festeja Rio de Janeiro                      |
| 19 de maio de 2019      | Curvelo                     | Minas Gerais        | Brasil         | Parque de Exposições Antônio Ernesto de Salvo                  | 76º Expô Curvelo                            |

## Paradas e certificações

### Paradas semanais
| Parada (2017)      | Melhor posição |
| ------------------ | -------------- |
| Brasil (Billboard) | 1              |

## Músicos
- Diego Vicente - bateria
- Eduardo Cubano - percussão
- Jasiel Xavier - baixo
- Eduardo Pepato - teclado
- Diego Baroza - violão e guitarra
- Jordão Mota ("Bolinha") e Zafe Costa - saxofone

## Histórico de lançamento
| País   | Data                | Formato                     | Gravadora |
| ------ | ------------------- | --------------------------- | --------- |
| Brasil | 6 de março de 2017  | Download digital, Streaming | Som Livre |
| Brasil | 31 de março de 2017 | CD, DVD, DVD + CD           | Som Livre |